# Cromossoma 12

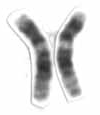
Par de cromossoma 12

o cromossoma 12 é um dos 23 pares de cromossomas em humanos. As pessoas normalmente têm duas cópias desse cromossomo. O cromossomo 12 abrange cerca de 133 milhões de pares de bases (o material de construção do DNA) e representa entre 4 e 4,5 por cento do DNA total em células.

## Genes
| ACVRL1   | receptor de activina A tipo II-like 1f                                                       |
| APOLD1   | domínio de apolipoproteína L contendo 1                                                      |
| CBX5     | cromobox homólogo 5                                                                          |
| COL2A1   | colágeno, tipo II, alfa 1 (primary osteoarthritis, spondyloepiphyseal dysplasia, congenital) |
| HPD      | 4-hidroxifenilpiruvato dioxigenase                                                           |
| KCNA1    | subfamília A do canal dependente de voltagem de potássio membro 1 em 12p13.32                |
| KERA     | keratocan                                                                                    |
| LRRK2    | quinase de repetição rica em leucina 2                                                       |
| MMAB     | acidúria metilmalônica (deficiência de cobalamina) tipo cblB                                 |
| MYO1A    | miosina IA                                                                                   |
| NANOG    | gene de homeodomínio tipo NK-2                                                               |
| PAH      | fenilalanina hidroxilase                                                                     |
| PPP1R12A | proteína fosfatase 1, regulador (inibidor) subungfdit 12A                                    |
| PTPN11   | proteína tirosina fosfatase, não receptora tipo 11 (síndrome de Noonan 1)                    |
| KRAS     | homólogo do oncogene viral do sarcoma de rato V-Ki-ras2 Kirsten                              |

## Doenças
- Deficiência de triose-fosfato isomerase
- Fenilcetonúria
- Síndrome de Stickler